# Amadeu Ferreira
Amadeu José Ferreira ComM (Sendim, Miranda do Douro, 29 de julho de 1950 — Lisboa, 1 de março de 2015) foi um advogado, escritor e professor universitário português e um estudioso e divulgador da língua mirandesa. Foi ordenado comendador da Ordem do Mérito em 2004.

## Biografia
Traduziu várias obras de referência da literatura portuguesa e universal para mirandês, nomeadamente, Os Lusíadas, de Camões, Mensagem, de Pessoa, os clássicos romanos de Horácio, Virgílio e Cátulo, os quatro evangelhos do Novo Testamento e ainda dois volumes da banda desenhada francesa Astérix. Chegou a escrever sob os pseudónimos Francisco Nebro, Marcus Miranda e Fonso Roixo. Publicou igualmente muita obra sua original e colaborou, em língua mirandesa, com meios de comunicação social como o Jornal Nordeste, o Mensageiro de Bragança, o Diário de Trás-os-Montes, o Público (jornal de âmbito nacional para o qual escreveu regularmente durante anos) e a rádio MirandumFM, contribuindo ainda com mais de três mil textos, quase exclusivamente literários, em blogues como Fuontes de l Aire, Cumo Quien Bai de Camino e Froles Mirandesas.
Foi presidente da Associaçon de la Lhéngua i Cultura Mirandesa (Associação da Língua e Cultura Mirandesa), com sede em Lisboa, e fundador e presidente da Academia de Letras de Trás-os-Montes. A nível profissional, foi vice-presidente da Comissão do Mercado de Valores Mobiliários (a entidade reguladora do mercado de capitais em Portugal), professor convidado da Faculdade de Direito da Universidade Nova de Lisboa e membro do Conselho Geral do Instituto Politécnico de Bragança.

## Reconhecimento e homenagens
Foi, brevemente em 1982, deputado na Assembleia da República pela UDP.
Em sua homenagem foram criadas, em 2015, as Jornadas da Língua e Cultura Mirandesa Amadeu Ferreira. 

## Publicações
- Modos de Tratamiento ne l mirandés de Sendin, estudo publicado na revista El Filandar/O Fiadeiro, Samora (dezembro de 2001).
- Decumientos pa la stória de l mirandés, textos em mirandês do século XIX.
- Trindade Coelho, grande divulgador e defensor da língua mirandesa, artigo na revista Fórum, Mogadouro
- L Tiu de l Lhápeç: Trindade Coelho e a Língua Mirandesa, conferência em Mogadouro, no centenário da publicação In Illo Tempore, a convite da Câmara Municipal de Mogadouro e do Fórum Terras de Mogadouro
- O Mirandês: língua, cultura e literatura, conferência na Sociedade Portuguesa de Escritores
- Notas de Antroduçon a la Lhiteratura Mirandesa, artigo publicado na revista Ianua, Madrid, janeiro de 2003.
- Statuto Jurídico de la Lhéngua Mirandesa, editora Mercator/Ciemen, Barcelona (janeiro de 2003).
- O Abade Manuel Sardinha, um poeta mirandês de São Martinho no século XIX, Mensageiro de Bragança, 30 de janeiro de 2003.
- Da Póvoa até ao Mundo: Bernardo Fernandes Monteiro ou o sonho Mirandês, Mensageiro de Bragança, fevereiro de 2003.
- Um Exemplo para os Intelectuais Trasmontanos: Trindade Coelho e a Língua Mirandesa, Mensageiro de Bragança, março de 2003.
- O Oracionário Mirandês: A língua das Orações, Mensageiro de Bragança, 10 de abril de 2003.
- Dicionairo de outores mirandeses de l seclo XIX, Jornal Nordeste (2003)
- Vocabulário mirandês-português, publicado no Jornal Nordeste desde janeiro de 2003.
- Dicionário de mirandês-português, em coautoria com José Pedro Ferreira
- Mirandês, nome de língua, Mensageiro de Bragança, 21 de maio de 2004.
- Uma mentira que foi tomada como verdade, Mensageiro de Bragança , 4 de junho de 2004.
- O que se falava na Terra de Miranda antes do domínio romano?, Mensageiro de Bragança, 18 de junho de 2004.
- Introdução aos provérbios mirandeses - revista Amigos de Bragança, junho de 2004.
- Onde se fala mirandês, Mensageiro de Bragança de 2 de julho de 2004.
- O pacto dos zoelas, Mensageiro de Bragança de 16 de julho de 2004.
- A religião e a cultura dos zoelas, Mensageiro de Bragança de 6 de agosto de 2004
- A antroponímia da região zoela, Mensageiro de Bragança de 3 de setembro de 2004.
- A religião e cultura dos zoelas, Mensageiro de Bragança de 17 de setembro de 2004.
- A toponímia mirandesa pré-romana, Mensageiro de Bragança de 1 de outubro de 2004.
- O topónimo Miranda: vicissitudes e significado de um nome, Mensageiro de Bragança de 15 de outubro de 2004.
- A romanização da Terra de Miranda, Mensageiro de Bragança de 29 de outubro de 2004.
- Pedras que falam, Mensageiro de Bragança de 12 de novembro de 2004.
- O caldeirão linguístico começa a ferver, Mensageiro de Bragança de 26 de novembro de 2004.
- La cidade de Miranda de l Douro i la lhéngua mirandesa, El Filandar/O Fiadeiro, Samora, 2004.
- Os suevos e visigodos na Terra de Miranda, Mensageiro de Bragança de 10 de dezembro de 2004.
- O Pagus Astiático, futura Terra de Miranda, Mensageiro de Bragança de 24 de dezembro de 2004.
- A cristianização e a latinização dos rurais, Mensageiro de Bragança de 14 de janeiro de 2005.
- Mogadouro, fronteira entre os reinos suevo e visigodo, Mensageiro de Bragança de 28 de janeiro de 2005.
- Penas Roias e o romance visigótico na Terra de Miranda, Mensageiro de Bragança de 11 de fevereiro de 2005.
- O povoamento godo na Terra de Miranda, Mensageiro de Bragança de 25 de fevereiro de 2005.
- A situação linguística da Terra de Miranda antes da invasão árabe, Mensageiro de Bragança de 11 de março de 2005.
- O burro nos ditos dezideiros e na tradição oral mirandesa, revista Amigos de Bragança, março de 2005
- O romance visigótico e a língua mirandesa, Mensageiro de Bragança de 8 de abril de 2005.
- Palavras Godas na Língua mirandesa, Mensageiro de Bragança de 29 de abril de 2005.
- Ditos dezideiros mirandeses. L fondo quemun de las regras de bida i de l saber antigo i mediabal, revista El Filandar/O Fiadeiro, Samora, 2005.
- L Regalengo de Palaçuolo ne l Seclo XII (Studo de toponímia mediabal i de stória de la lhéngua mirandesa), revista Brigantia, 2005.